# Magyar Boldog Ilona
Magyar Boldog Ilona (?, az 1200-as évek eleje – Veszprém, 1270 k.), a veszprémi domonkos kolostor priorája és hét évig Árpád-házi Szent Margit nevelője.

## Élete
Családi körülményeiről semmit sem tudunk, magyar volt az anyanyelve. A katolikus hagyomány szerint imádságok közben néha a levegőbe emelkedett és áldozáskor időnként látta, hogy maga Krisztus nyújtja felé az Eucharisztiát. 1270. november 9-én halálos ágyán is látta Krisztust és a szentek nagy csapatát. Halála előtt látomásai voltak, és testén megjelentek a stigmák. Halála után tizenkét évvel holttestét a kolostortemplomban készített ékes síremlékbe helyezték át.